# 2006 HX122
2006 HX122, também escrito como 2006 HX122, é um corpo menor que está localizado no disco disperso, uma região do Sistema Solar. O mesmo possui uma magnitude absoluta de 5,9 e tem um diâmetro com cerca de 291 km. O astrônomo Mike Brown lista este corpo celeste em sua página na internet como um candidato a possível planeta anão.

## Descoberta
2006 HX122 foi descoberto no dia 27 de abril de 2006 pelo astrônomo Marc W. Buie.

## Órbita
A órbita de 2006 HX122 tem uma excentricidade de 0,480 e possui um semieixo maior de 69,764 UA. O seu periélio leva o mesmo a uma distância de 36,252 UA em relação ao Sol e seu afélio a 103 UA.